# Krantberg
Der Krantberg (auch Krautberg)  ist ein 455,8 m ü. NHN hoher Berg im Eichsfeld in Nordthüringen.

## Lage
Der Krantberg befindet sich im nordöstlichen Teil des Landkreises Eichsfeld zwischen den Orten Holungen im Süden, Jützenbach im Nordwesten und Weißenborn-Lüderode mit dem Ortsteil Gerode im Nordosten, ungefähr 10 Kilometer nordöstlich von Worbis.
Die Landesstraße L 1012 Worbis-Jützenbach führt westlich am Fuße des Berges vorbei.

## Naturräumliche Zuordnung
Der Krantberg ist zugleich Namensgeber für den gesamten Muschelkalkrücken am nördlichen Rand des Ohmgebirges und wird nach der naturräumlichen Gliederung im Blatt Halberstadt wie folgt zugeordnet:
- (zu 37 Weser-Leine-Bergland)
  - 374 Eichsfelder Becken
    - 374.3  Duderstädter Bergland
      - 374.32 Krantberg

Der innerhalb der Buntsandsteinlandschaft des Bischofferoder Berglandes gelegene Bergrücken gehört zur nördlichen Ohmgebirgs-Grabenzone, dem Holunger Graben. Orographisch kann er auch noch dem Ohmgebirge zugerechnet werden.
Die wichtigsten Berge der Grabenzone sind von Nord nach Süd:
- Winkelberg (415,2 m)
- Krantberg
- Wehenberg (440,8 m)
- Sonnenstein (484,2 m)

Die Thüringer Landesanstalt für Umwelt und Geologie benutzt eine etwas gröbere eigene, nur landesweit existierende Gliederung, innerhalb derer der gesamte Bergrücken zur Einheit  Ohmgebirge-Bleicheröder Berge gerechnet wird.

## Besonderheiten
Geologisch besteht der Krantberg, wie auch der gesamte Bergrücken, aus mittleren Muschelkalk, an sein westlichen und östlichen Rand befindet sich mittlerer Buntsandstein. Der überwiegend bewaldete (Buchenmischwald) Berg besteht aus einer östlichen (455,8 m) und westlichen Kuppe (444,8 m) und ist durch mehrere Wanderwege, unter anderem dem Fernwanderweg Harz – Eichsfeld – Thüringer Wald erschlossen. Er ist Teil der Elbe-Weser-Wasserscheide und Quellgebiet einiger kleiner Bäche, unter anderem auch dem Salzbrunnen und der Jütze, einem Nebenarm der Geroder Eller.